# Mieroszów (stacja kolejowa)
Mieroszów – stacja kolejowa w Mieroszowie, w Polsce, w województwie dolnośląskim, w powiecie wałbrzyskim. Jest położona na linii kolejowej prowadzącej z Wałbrzycha Szczawienka do Meziměstí (Czechy).
Została otwarta 15 maja 1878. Budowa linii kolejowej miała bardzo istotny wpływ na rozwój Mieroszowa. Ożywiony ruch graniczny wpłynął na budowę wielu okazałych budynków miejskich, w tym hoteli i pensjonatów. Turyści kierowali się stąd masowo do skalnych miast w Adršpachu i do Teplic nad Metují, częstokroć korzystając z noclegów w mieście.  Od 1914 do 1 stycznia 1945 linia była zelektryfikowana. Od 31 marca 2004 stację używano tylko do ruchu towarowego. 
Od dnia 28 kwietnia 2018 został wznowiony sezonowy ruch osobowy przez przewoźnika Koleje Dolnośląskie, który to uruchomił przewozy na trasie Wrocław / Wałbrzych – Meziměstí / Adršpach (Czechy). Pociągi kursują w soboty i niedziele i zatrzymują się również na stacji Mieroszów.

## Infrastruktura
Znajdują się tu 2 perony. Budynek dworcowy jest używany zgodnie z przeznaczeniem.

## Ruch pasażerski
| Rok  | Wymiana pasażerska na dobę |
| ---- | -------------------------- |
| 2017 | –                          |
| 2022 | 20-49                      |